# Copa Ciudad Viña del Mar 1995
La Copa Ciudad Viña del Mar 1995 fue la 7.ª edición del torneo amistoso de fútbol Copa Ciudad Viña del Mar. Se disputó en enero de 1995 y participaron los equipos chilenos: Everton, Santiago Wanderers y los extranjeros Ferrocarril Oeste de Argentina y Bolívar de Bolivia. 
El torneo se desarrolla al estilo europeo, con confrontaciones que duran sólo 45 minutos, de tal forma que la competencia completa se efectúa en una jornada. En los primeros 45 minutos Everton, vence 1-0 a Santiago Wanderers, y Ferrocarril Oeste vence a Bolívar en definición a penales 5-4, tras empatar 0 – 0 en el tiempo reglamentario de 45 minutos.
En la final entre Everton y Ferrocarril Oeste, gana el título de campeón el equipo viñamarino, tras empatar 0 - 0 en definición a penales 4 – 3.
De la misma forma con resultados, 0 – 0 y 3 – 1 en la definición, el club Bolívar obtiene el tercer lugar desplazando a Santiago Wanderers al cuarto lugar. 

## Datos de los equipos participantes
| Equipo             | Calidad                                                      |
| ------------------ | ------------------------------------------------------------ |
| Everton            | Anfitrión y décimo lugar la Primera División de Chile 1994   |
| Santiago Wanderers | Invitado y décimo lugar de la Primera División B 1994        |
| Bolívar            | Invitado y campeón de la Primera División de Bolivia 1994    |
| Ferrocarril Oeste  | Invitado y decimosexto del Torneo Apertura 1994 (Argentina). |

### Modalidad
El torneo se jugó en una jornada en partidos de 45 minutos, bajo el sistema de eliminación directa, así el tercer y cuarto lugar lo definen los equipos que resultaron perdedores en los primeros 45 minutos y la final enfrenta a los dos equipos ganadores. En caso de empate se define mediante lanzamientos penales.

## Desarrollo

### Primera fase
| Copa Ciudad Viña del Mar 1995 Primera fase; 14 de enero de 1995   | Ferrocarril Oeste | 0:0 | Bolívar | Estadio Sausalito, Viña del Mar (Chile)        |  |
|                                                                   |                   |     |         | Asistencia: 6.000 (proximadamente espectadores |  |
| Clasifica Ferrocarril Oeste que gana la definición a penales: 5-4 |                   |     |         |                                                |  |

| Copa Ciudad Viña del Mar 1995 Primera fase; 14 de enero de 1995 | Everton                | 1:0 | Santiago Wanderers | Estadio Sausalito, Viña del Mar (Chile)          |                                                  |
|                                                                 | Rolando Santelices 23' |     |                    | Asistencia: 6.000 (aproximadamente) espectadores | Asistencia: 6.000 (aproximadamente) espectadores |

### Tercer lugar
| Copa Ciudad Viña del Mar 1995 Tercer lugar; 14 de enero de 1995 | Santiago Wanderers | 0:0 | Bolívar | Estadio Sausalito, Viña del Mar (Chile)          |  |
|                                                                 |                    |     |         | Asistencia: 6.000 (aproximadamente) espectadores |  |
| Bolívar gana la definición a penales: 3-1                       |                    |     |         |                                                  |  |

### Final
| Copa Ciudad Viña del Mar 1995 Final; 14 de enero de 1995              | Everton | 0:0 | Ferrocarril Oeste | Estadio Sausalito, Viña del Mar (Chile)          |  |
|                                                                       |         |     |                   | Asistencia: 6.000 (aproximadamente) espectadores |  |
| Campeón Everton que gana al imponerse en la definición a penales: 4-3 |         |     |                   |                                                  |  |

## Campeón
| Chile   |
| Everton |